# تپه حسن پولات
تپه حسن پولات در شهرستان بوئین‌زهرا، بخش آوج، روستای دشتک واقع شده و این اثر در تاریخ ۱۹ اسفند ۱۳۸۰ با شمارهٔ ثبت ۴۸۳۱ به‌عنوان یکی از آثار ملی ایران به ثبت رسیده است.